# 香港2018年度授勳及嘉獎名單
香港2018年度授勳及嘉獎名單，2018年7月1日於憲報刊登，共有282人獲頒授勳銜及作出嘉獎，這是香港主權移交以來第21份授勳名單，勳銜頒授典禮於10月27日在禮賓府舉行。
這年名單特別之處是首次有非港人獲嘉獎，澳洲警員Zachary Brian ROLFE因為在2016年於澳洲愛麗絲泉執勤時跳進洪水拯救一名香港女子，獲頒銅英勇動章，他向傳媒稱只是盡忠職守，沒想過會得獎，感到驚喜和榮幸。

## 授勳及嘉獎名單

### 大紫荊勳章
- 鄧　楨法官，大紫荊勳賢，SBS，JP
- 張學明先生，大紫荊勳賢，GBS，JP
- 陳有慶先生，大紫荊勳賢，GBS，JP
- 楊紫芝教授，大紫荊勳賢，GBS，JP

### 金紫荊星章
- 廖柏嘉勳爵，GBS（The Right Honourable the Lord NEUBERGER of Abbotsbury, G.B.S.）
- 林宣武先生，GBS，JP
- 韓志強先生，GBS，JP
- 方潤華先生，GBS，JP
- 施文信先生，GBS，JP（Mr. Thomas Brian STEVENSON, G.B.S., J.P.）
- 袁國勇教授，GBS，JP
- 蒲祿祺先生，GBS，JP（Mr. Charles Nicholas BROOKE, G.B.S., J.P.）
- 鄭維新先生，GBS，JP
- 孔令成先生，GBS，JP
- 倫明高法官，GBS（The Honourable Mr. Justice Michael Victor LUNN, G.B.S.）

### 銀紫荊星章
- 蔣麗芸議員，SBS，JP
- 黃玉山教授，SBS，JP
- 曾　強先生，SBS
- 林國良先生，SBS，CSDSM
- 葉永成先生，SBS，MH，JP
- 王明鑫先生，SBS，JP
- 郭振華先生，SBS，MH，JP
- 陳淑薇女士，SBS，JP
- 黃均瑜先生，SBS，MH，JP
- 羅榮生先生，SBS，JP
- 林天星先生，SBS，JP
- 梁冠基先生，SBS，JP
- 梁家麗女士，SBS，JP
- 陳李藹倫女士，SBS，JP
- 黃嘉純先生，SBS，JP
- 蕭文達先生，SBS，JP
- 周國良先生，SBS，PDSM
- 李文達先生，SBS
- 陳幼南博士，SBS，MH
- 潘燊昌博士，SBS

### 銀英勇勳章
- 李栢強先生，MBS
- 黃瑞其先生，MBS
- 蘇智榮先生，MBS
- 蘇嘉祥先生，MBS

### 紀律部隊及廉政公署卓越獎章
香港警察卓越獎章
- 呂漢國先生，PDSM
- 許鎮德先生，PDSM
- 郭蔭庶先生，PDSM
- 鄧炳強先生，PDSM
- 鍾兆揚先生，PDSM

香港消防事務卓越獎章
- 江炳林先生，FSDSM
- 魏德勇先生，FSDSM

香港入境事務卓越獎章
- 駱偉民先生，IDSM

香港懲教事務卓越獎章
- 胡英明先生，CSDSM
- 梁仲池先生，CSDSM

香港廉政公署卓越獎章
- 余振昌先生，IDS
- 伍國明先生，IDS

### 銅紫荊星章
- 陳恒鑌議員，BBS，JP
- 朱慶虹博士，BBS，JP
- 梁祖彬教授，BBS，MH，JP
- 莫仲輝先生，BBS，MH，JP
- 葉興國先生，BBS，MH，JP
- 雷兆輝醫生，BBS，MH，JP
- 羅乃萱女士，BBS，MH，JP
- 梁華勝先生，BBS，JP
- 盧永文先生，BBS，JP
- 李柏康先生，BBS，JP
- 黎潔廉醫生，BBS，JP
- 王德威先生，BBS，JP
- 李志苗女士，BBS，JP
- 李鋈麟先生，BBS，JP
- 林雲峯教授，BBS，JP
- 梁明娟醫生，BBS，JP
- 關治平工程師，BBS，JP
- 嚴玉麟先生，BBS，JP
- 龔栢祥先生，BBS，MH
- 余翠怡女士，BBS，MH
- 李文烈神父，BBS，MH（The Reverend Peter John NEWBERY, B.B.S., M.H.）
- 柯達權女士，BBS，MH
- 鄧錦雄先生，BBS，MH
- 羅行堂（羅家英）先生，BBS，MH
- 方叔華神父，BBS（Father Giosue BONZI, B.B.S.）
- 王力平先生，BBS
- 向玉璽工程師，BBS
- 利　乾博士，BBS
- 林惠霞女士，BBS
- 邱伯衡先生，BBS
- 查毅超博士，BBS
- 馬浩文先生，BBS
- 郭志潔女士，BBS
- 陳細潔女士，BBS
- 惠英紅女士，BBS
- 葉榮鉅先生，BBS
- 葉麗嫦醫生，BBS
- 黎婉姬女士，BBS，SC
- 龍劍雲先生，BBS
- 關家靜女士，BBS

### 銅英勇勳章
- 陳兆基先生，MBS[註 1]
- 曾志浩先生，MBB
- 黃耀康機長，MBB
- 霍偉豐先生，MBB，GMSM
- 李　巍先生，MBB
- 李錫熙先生，MBB
- 廖貴興先生，MBB
- 蔡澤民先生，MBB
- Mr. Zachary Brian ROLFE，MBB

### 紀律部隊及廉政公署榮譽獎章
香港警察榮譽獎章
- 余世衍先生，PMSM
- 李漢碩先生，PMSM
- 阮大文先生，PMSM
- 周壯威先生，PMSM
- 周藝祖先生，PMSM
- 林日昇先生，PMSM
- 林振名先生，PMSM
- 張建光先生，PMSM
- 梁國成先生，PMSM
- 梁寶根先生，PMSM
- 連達誠先生，PMSM（Mr. Matthew Darron LINDSAY, P.M.S.M.）
- 麥展豪先生，PMSM
- 單志成先生，PMSM
- 黃建華先生，PMSM
- 黃英偉先生，PMSM
- 黃祥明先生，PMSM
- 楊子德先生，PMSM
- 鄭永順先生，PMSM
- 戴小清女士，PMSM
- 簡啟恩先生，PMSM
- 譚燧棠先生，PMSM
- 顧又奇先生，PMSM

香港消防事務榮譽獎章
- 陳威豪先生，FSMSM
- 譚棣強先生，FSMSM
- 李智豐先生，FSMSM
- 梁國章先生，FSMSM
- 曾子文先生，FSMSM
- 楊世遜先生，FSMSM
- 廖卓凡先生，FSMSM
- 蔡錦濤先生，FSMSM

香港入境事務榮譽獎章
- 郭懿徽先生，IMSM
- 陳綺玲女士，IMSM
- 黃慶華先生，IMSM

香港海關榮譽獎章
- 李遠文先生，CMSM
- 顏慶璋先生，CMSM
- 羅創基先生，CMSM
- 關仲賢先生，CMSM

香港懲教事務榮譽獎章
- 屈柏衡先生，CSMSM
- 林偉光先生，CSMSM
- 楊淑明女士，CSMSM
- 溫志樑先生，CSMSM
- 嚴永強先生，CSMSM

香港廉政公署榮譽獎章
- 梁德祥先生，IMS
- 陳國權先生，IMS
- 陳梅興先生，IMS
- 謝煜校先生，IMS

### 榮譽勳章
- 林露娟教授，MH，JP
- 楊德華先生，MH，JP
- 羅淑君女士，MH，JP
- 左滙雄先生，MH
- 黃偉傑先生，MH
- 呂東孩先生，MH
- 李碧儀女士，MH
- 吳寶強先生，MH
- 李子榮先生，MH
- 姚嘉俊先生，MH
- 洪連杉先生，MH
- 陳安泰先生，MH
- 黃春平先生，MH
- 蕭浪鳴先生，MH
- 安德尊先生，MH（Mr. Junior ANDERSON, M.H.）
- 周冠華先生，MH
- 梁永義先生，MH
- 陳郁傑教授，MH
- 陳德輝先生，MH
- 黃福根先生，MH
- 溫國雄先生，MH
- 司徒元傑先生，MH
- 方梓勳教授，MH
- 朱殿安先生，MH
- 余大偉先生，MH
- 吳傑莊博士，MH
- 李雪英女士，MH
- 李愛平女士，MH
- 李福康先生，MH
- 李慧冰女士，MH
- 周智蘭女士，MH
- 林日豐先生，MH
- 邱少雄先生，MH
- 施羅孚夫人，MH（Mrs. Purviz Rusy SHROFF, M.H.）
- 洪少陵先生，MH
- 徐玉珊女士，MH
- 徐福燊醫生，MH
- 梁光漢先生，MH
- 梁嘉麗女士，MH
- 郭予宏工程師，MH
- 陳國基醫生，MH
- 陳婉珊女士，MH
- 陳曉津先生，MH
- 陸何錦環女士，MH
- 彭少衍先生，MH
- 雲維熹先生，MH
- 馮　通教授，MH
- 黃永華先生，MH
- 黃健榮先生，MH
- 楊世文先生，MH
- 葉維昌先生，MH
- 趙鳳儀女士，MH
- 潘榮輝先生，MH
- 鄧婉玲女士，MH
- 鄭仲文先生，MH
- 黎來就先生，MH
- 黎振東先生，MH
- 蕭七妹女士，MH
- 羅清平先生，MH
- 蘇平翬醫生，MH

### 行政長官社區服務獎狀
- 林心廉先生
- 梁明堅先生
- 陳文偉先生
- 顏汶羽先生
- 朱俊豪博士
- 何偉權先生
- 何詩蓓女士（Miss Siobhan Bernadette HAUGHEY）
- 何靜江先生
- 何蘭生女士
- 呂愛平教授
- 李永權先生
- 李秋蘭女士
- 李偉強先生
- 冼碧珊女士
- 林　文先生
- 林金貴先生
- 林家揚醫師
- 唐業銓先生
- 逄　瑤女士
- 高德蘭博士（Dr. Theresa CUNANAN）
- 張土勝先生
- 張永良先生
- 張麗珠女士
- 梁峻榮先生
- 梁偉基先生
- 梁鳯兒女士
- 章偉明先生
- 陳佩添先生
- 陳偉豪先生
- 陳國強先生
- 陳淑嫻女士
- 陳嫣虹女士
- 麥耀光博士
- 彭未齊先生
- 植翠珊女士
- 先生
- 馮健忠先生
- 黃靈新先生
- 楊倩玉女士
- 董守中先生
- 雷雄德博士
- 廖錦興先生
- 劉志強先生
- 劉韻慧女士
- 劉鐵平先生
- 蔡學雯女士
- 盧應銘先生
- 蕭建輝先生
- 賴榮春先生
- 龍啟明先生
- 謝劍蘭女士
- Mr. Nandkumar LACHMANDAS
- Mr. Main Bahadur THAPA

### 行政長官公共服務獎狀
- 丁沛東機長，MBB
- 李偉明先生，MBB
- 鄧成東機長，MBB
- 陳勇璇先生
- 伍德興先生
- 何嘉儀女士
- 何毅男先生
- 岑炳釗先生
- 李嘉榮機長
- 林家耀先生
- 范偉傑先生
- 翁漢銘先生
- 馬鈞濠機長
- 張偉康先生
- 張惠萍女士
- 張智淵先生
- 梁少華女士
- 陳振明先生
- 陳堅衡先生
- 陳綺玲女士
- 黃家豪先生
- 解恩德先生
- 鄧文基先生
- 禤麗群女士

## 備註
1. ↑  陳兆基先生於2007年已獲銀英勇勳章。